# Reliance, Inc.

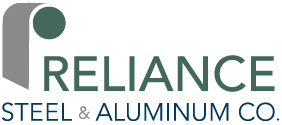
Historisches Logo bis 2024

Die Reliance, Inc. (bis 2024: Reliance Steel & Aluminum Company) ist ein US-amerikanischer Metallhändler mit Sitz in Scottsdale, Arizona. Reliance belegte 2024 auf der Fortune 500-Liste der umsatzstärksten US-Unternehmen den Platz 280.

## Geschichte
Das Unternehmen wurde am 3. Februar 1939 durch Thomas Neilan als Reliance Steel Products Company gegründet und handelte zu Beginn mit Bewehrungsstahl für das Baugewerbe. Als Warenlager diente eine angemietete Fläche von knapp über 610 Quadratmetern in Vernon, einem Vorort von Los Angeles. Die Firma wurde 1944 zu Reliance Steel Co. verkürzt. Vier Jahre später, 1948, ergänzte Reliance sein Angebot um Aluminiumprodukte und nahm wenig später auch Magnesium in sein Programm auf. Nach eigenen Angaben war Reliance damit der erste Metallgroßhändler der Vereinigten Staaten, der Magnesium-Halbzeuge anbot. Nach weiterem Wachstum nahm das Unternehmen 1956 zum letzten Mal einen neuen Namen an: Reliance Steel & Aluminum Co. Dies sollte die Erweiterung des Produktangebots widerspiegeln. Nach dem Tod des Firmengründers Neilan 1957 übernahm dessen Neffe William Gimbel die Unternehmensleitung. Gimbel hatte zu diesem Zeitpunkt bereits 10 Jahre für das Unternehmen gearbeitet. In den folgenden Jahren wurden weitere Metallhändler aufgekauft und die eigene Metallbearbeitung wurde erweitert. Ab den 1970er Jahren wurde das Produktangebot um Nichteisenmetalle und -legierungen wie Kupfer, Messing und Titan erweitert. Seit einem Börsengang 1994 werden die Aktien von Reliance Steel & Aluminum an der NYSE gehandelt. Ab 2001 befand sich der Unternehmenssitz in einem Hochhaus im Zentrum von L.A., bis zu diesem Zeitpunkt befand sich der Sitz in Vernon. Im Jahr 2022 wurde der Sitz nach Scottsdale verlegt.
Heute unterhält Reliance über 300 Niederlassungen in 14 Ländern. Über 125.000 Kunden werden Dienstleistungen zur Metallbearbeitung und Lagerhaltung angeboten.